# فيلا توما
فيلا توما فيلم فيلم دراما من تأليف وإخراج سهى عراف وإنتاج شركة بيلسان. الفيلم من بطولة نسرين فاعور، علا طبري، شيرين دعيبس وماريا زريق.
أثيرت ضجة حول هوية الفيلم حين قررت سهى عراف بتقديم الفيلم على أنه فيلم فلسطيني رغم تلقيه الدعم المادي من صناديق حكومية إسرائيلية.

## الحبكة
تدور أحداث الفيلم عام 2001، عندما تغادر بديعة (ماريا زريق) الشابة ابنة الثماني عشرة ربيعا الميتم في القدس وتنتقل للسكن مع خالاتها الثلاث جولييت (نسرين فاعور)، فيوليت (علا طبري) وأنطوانيت (شيرين دعيبس)، في ضيعة بجانب رام الله. تنتمي النساء إلى عائلة مسيحية كانت في الماضي ميسورة الحال، وهن لم يتزوجن ويعشن معزولات عن العالم منذ احتلال رام الله في حرب 67. تريد الخالات العثور على زوج مناسب لبديعة وتحاولن تعليمها بعض عادات الطبقات الراقية لكنها لا تتأقلم مع نمط حياتهن وتغرم بشاب مسلم من المخيمات يستشهد لاحقا بعد أن تحمل منه. تحتار الخالات كيفية درء الفضيحة ولكن في نهاية الأمر تتوفى بديعة أثناء الولادة.

## الجدل حول هوية الفيلم
تنتمي سهى عراف إلى عرب 48 الذين يشكلون أقلية فلسطينية داخل إسرائيل ويحملون الجنسية الإسرائيلية. أنتجت الفيلم شركة بيلسان التي تملكها عراف ومقرها مدينة حيفا. مولت الفيلم عدة جهات بحسب عراف إذ كان حوالي 50% تمويلا إسرائيليا 30% منه من شركة بيلسان، والباقي من مؤسسة ألمانية Post Republic. التمويل الإسرائيلي كان من ثلاثة مصادر: 1.35 مليون شيكل (حوالي 364 ألف دولار) من صندوق السينما الإسرائيلي (جمعية مسجلة تتلقى أغلب ميزانياتها من وزارة الثقافة والرياضة)، 600 ألف شيكل (حوالي 162 ألف دولار) من وزارة الاقتصاد و114 ألف شيكل (حوالي 31 ألف دولار) من اليانصيب.
في شهر يوليو 2014 قُبل الفيلم ضمن الأفلام المعروضة خلال أسبوع النقاد في الدورة الحادية والسبعين من مهرجان البندقية السينمائي الدولي وتبين للجهات الإسرائيلية الممولة أن عراف تقدم الفيلم على أنه فيلم فلسطيني. نشر موقع والا الإسرائيلي عن الموضوع مما أثار ضجة واستهجانا في الإعلام الإسرائيلي. رغم الحملة الإعلامية رفضت عراف بشكل قاطع نسبة الفيلم إلى إسرائيل وتوصلت (قبل عرض الفيلم في البندقية) إلى تسوية مع صندوق السينما الإسرائيلي لا ينسب الفيلم فيه إلى أي دولة بل إلى مخرجته.

### موقف الجهات الرسمية الإسرائيلية وإجراءاتها
على الرغم من ذلك، ففي بداية أغسطس 2014 قررت وزيرة الثقافة والرياضة الإسرائيلية حينها ليمور ليفنات (بناء على توصية مجلس السينما في الوزارة) بمطالبة صندوق السينما الإسرائيلي بإعادة التمويل الذي تلقاه وحوله إلى عراف. لم يطالب صندوق السينما عراف بإعادة التمويل الذي تلقته بعد أن تبين له من خلال استشارة قانونية بأنه بحسب الاتفاقية الموقعة بينهما فعراف ليست ملزمة قانونيا بنسبة الفيلم إلى إسرائيل وقلص تمويل الفيلم من ميزانية السنة التالية التي يتلقاها من وزارة الثقافة. لاحقا في يناير 2015 أعلن صندوق السينما عن إضافة بند للاتفاقيات المستقبلية يلتزم فيه صانع الفيلم بتعريف نفسه وفيلمه على أنهما إسرائيليان. وذلك لتفادي تكرار مع حدث مع فيلم فيلا توما.
في نوفمبر 2014 أعلن وزير الصناعة نفتالي بينيت أن لجنة كان قد عيّنها مسبقا أوصت بمطالبته إعادة التمويل الذي حصلت عليه عراف من وزارته.

### موقف عراف
في مقال بقلم عراف نشرته صحيفة هآرتس في أغسطس 2014 قالت عراف أن الفيلم يجب أن ينسب لصناعه وليس للمؤسسات التي تموله. وبما أنها تعرف نفسها بأنها فلسطينية والفيلم يعرض وجهة النظر الفلسطينية ولغة الحوار الوحيدة فيه هي العربية. كما أنها شددت أن العرب في إسرائيل يشكلون حوالي 20% من دافعي الضرائب فهي ترى أن الحصول على التمويل حق لها وليس منة من أحد. وذكرت حالات لأفلام حصلت على تمويل أوروبي ونسبت إلى إسرائيل مثل فيلم «لبنان» للمخرج شموئيل معوز الذي حصل على 70% من ميزانيته من صناديق ألمانية وعرض الفيلم على أنه فيلم إسرائيلي.
جمعية عدالة التي مثلت عراف قانونيا أضافت أن عرّاف «لم تلتزم بتعريف محدد لهويّة الفيلم وليس في العقد ما يلزمها بأن تعرّف الفيلم على أنه فيلم إسرائيلي. تعريف الفيلم كما جاء لا يعني بأن الفيلم إنتاج من قبل السلطة الفلسطينيّة أو» دولة فلسطين«، وعليه فإن تعريف الفيلم كفيلم فلسطيني الهويّة لا يتناقض مع كون المخرجة مواطنة في إسرائيل.»
تعاملت مختلف المهرجانات بتفاوت مع القضية، عرضه مهرجان صاندانس السينمائي باعتباره فيلما إسرائيليا نظرا لكونه حصل على أكثر من نصف ميزانيته من إسرائيل بالمقابل عرض الفيلم في مهرجان تورونتو السينمائي الدولي دون أن ينسب لأي دولة كحل وسط.
من جهة أخرى منعت الجمارك المصرية دخول الفيلم ليعرض في مهرجان الإسكندرية السينمائي بادعاء كونه فيلما إسرائيليا.

## الممثلون والشخصيات
- نسرين فاعور (بدور: جولييت توما)
- علا طبري (بدور: فيوليت توما)
- شيرين دعيبس (بدور: أنطوانيت توما)
- ماريا زريق (بدور: بديعة توما)
- نيكولاس يعقوب (بدور: خالد)
- حسين ياسين محاجنة (بدور: أبو حسن)
- إيفلين كابلن (بدور: جوليا)
- إيلي رزق (بدور: حنا)
- دريد لداوي (بدور: عماد شاهين)
- ديانا زريق (بدور: أم حنا)